# Río Grande (Porto Rico)
Pour les articles homonymes, voir Rio Grande.
Río Grande est une municipalité de l'île de Porto Rico qui s'étend sur 159 km2 et regroupe 47 060 habitants en 2020.

## Géographie
La municipalité se trouve l'ouest de la sierra de Luquillo, une extension de la cordillère Centrale.